# Hasper Talsperre
Die Hasper Talsperre oder Haspertalsperre ist eine Talsperre, die von 1901 bis 1904 nach Plänen von Otto Intze von der Stadt Haspe (heute Stadtteil von Hagen) im Ruhrgebiet (Nordrhein-Westfalen) zur Trinkwasserversorgung gebaut wurde. Sie ist eine von 14 Talsperren im Flusssystem der Ruhr. Die Einweihung fand am 11. Oktober 1904 statt.
Die Staumauer der Haspertalsperre ist eine gekrümmte Gewichtsstaumauer aus Bruchsteinmauerwerk nach dem Intze-Prinzip. Das gestaute Gewässer ist der Hasper Bach. Die Haspertalsperre hat ein Vorbecken, den Schöpplenberger Teich.
In den Jahren 1991 bis 1994 wurde die Staumauer saniert und mit einer vorgesetzten Dichtschale verstärkt. Dabei wurde sie auch um 40 cm erhöht. Sie gehört der Mark-E Aktiengesellschaft.
Die zwei Türmchen der Staumauer standen ursprünglich weiter in der Mitte, sind jedoch mittlerweile nach außen zum Mauernende versetzt worden. An den ursprünglichen Standorten erinnern zwei Handräder an die Türme. Außerdem gibt es einen circa fünf Kilometer langen Rundweg um die Talsperre.
Ursprünglich befand sich nahe der Talsperre der Haltepunkt Hasper Talsperre der Kleinbahn Haspe–Voerde–Breckerfeld, später Straßenbahnlinie 11, der oft Ausgangspunkt von Spaziergängen um die Talsperre war. Heute erinnert dort noch der sog. Plessen-Viadukt an die Kleinbahn, er wurde zum Überqueren des Tals genutzt. Der spätere Busverkehr zur Talsperre wurde am 22. Mai 1977 eingestellt, daher ist dieses Ausflugsziel heute nur zu Fuß oder per Fahrrad/Auto erreichbar.
Das Naturschutzgebiet Hasper Bach mit den mäandrierenden Bachläufen des Hasper- und Hemkerbaches grenzt direkt an das Vorbecken und speist die Talsperre bzw. deren Vorbecken. Die Talsperre und Umgebung liegen im Landschaftsschutzgebiet Hasper Talsperre.

Das Wasserwerk Hasper Talsperre der Mark-E nutzt Wasser aus einer Talsperre. Die Schweb-Stoffe im Rohwasser werden mit einer Membrantechnik entfernt. Der Hochwasserbehälter Haspe am Talsperrenweg hat ein Volumen von 4.000 m³.
Im Lachszentrum an der Hasper Talsperre werden in Kooperation mit der Uni Düsseldorf Wildlachse für die Wiederansiedlung gezüchtet. Es befindet sich am Fuß der Staumauer.

Eröffnung, 1904
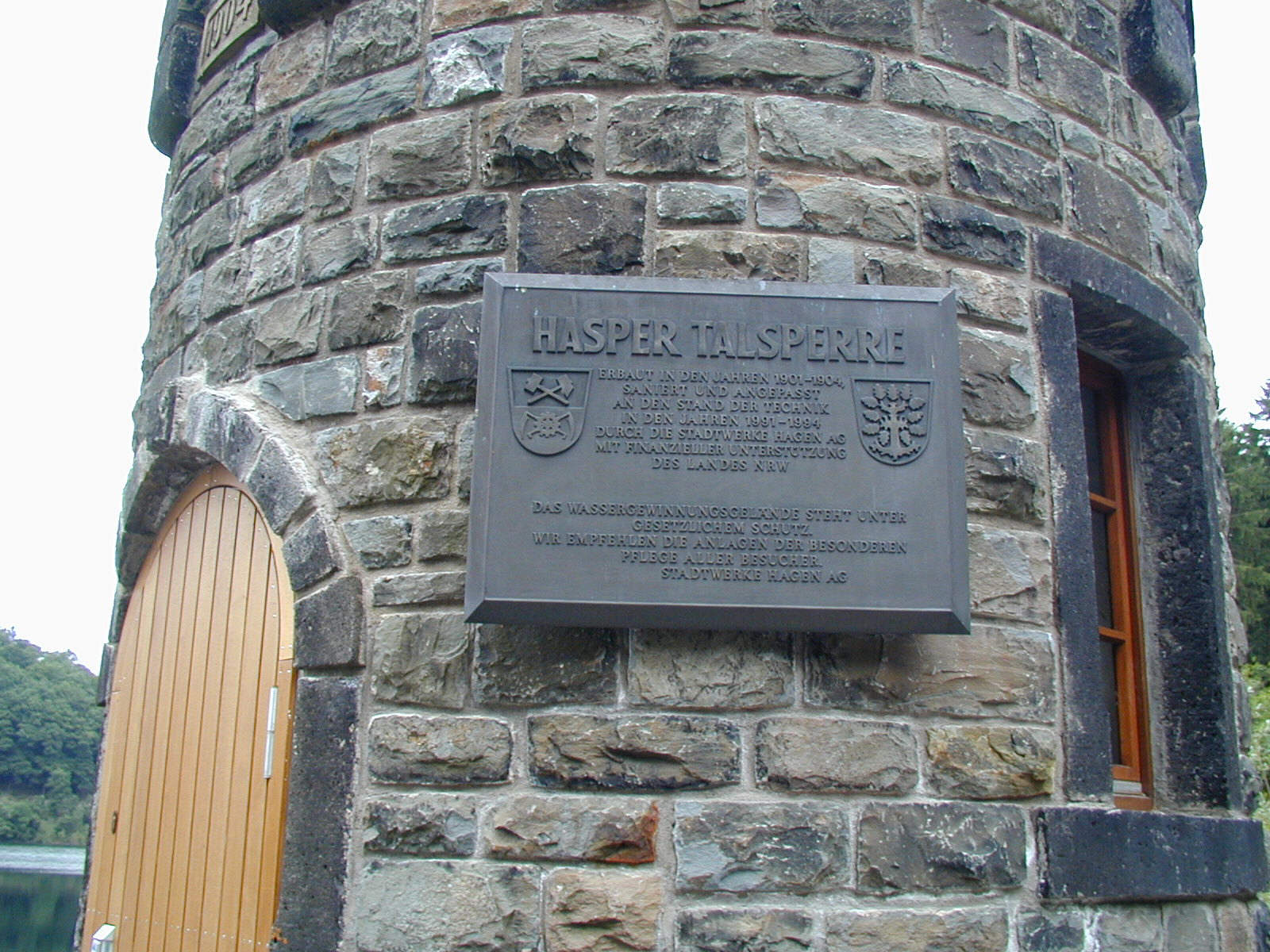
Gedenktafel an der Hasper Talsperre
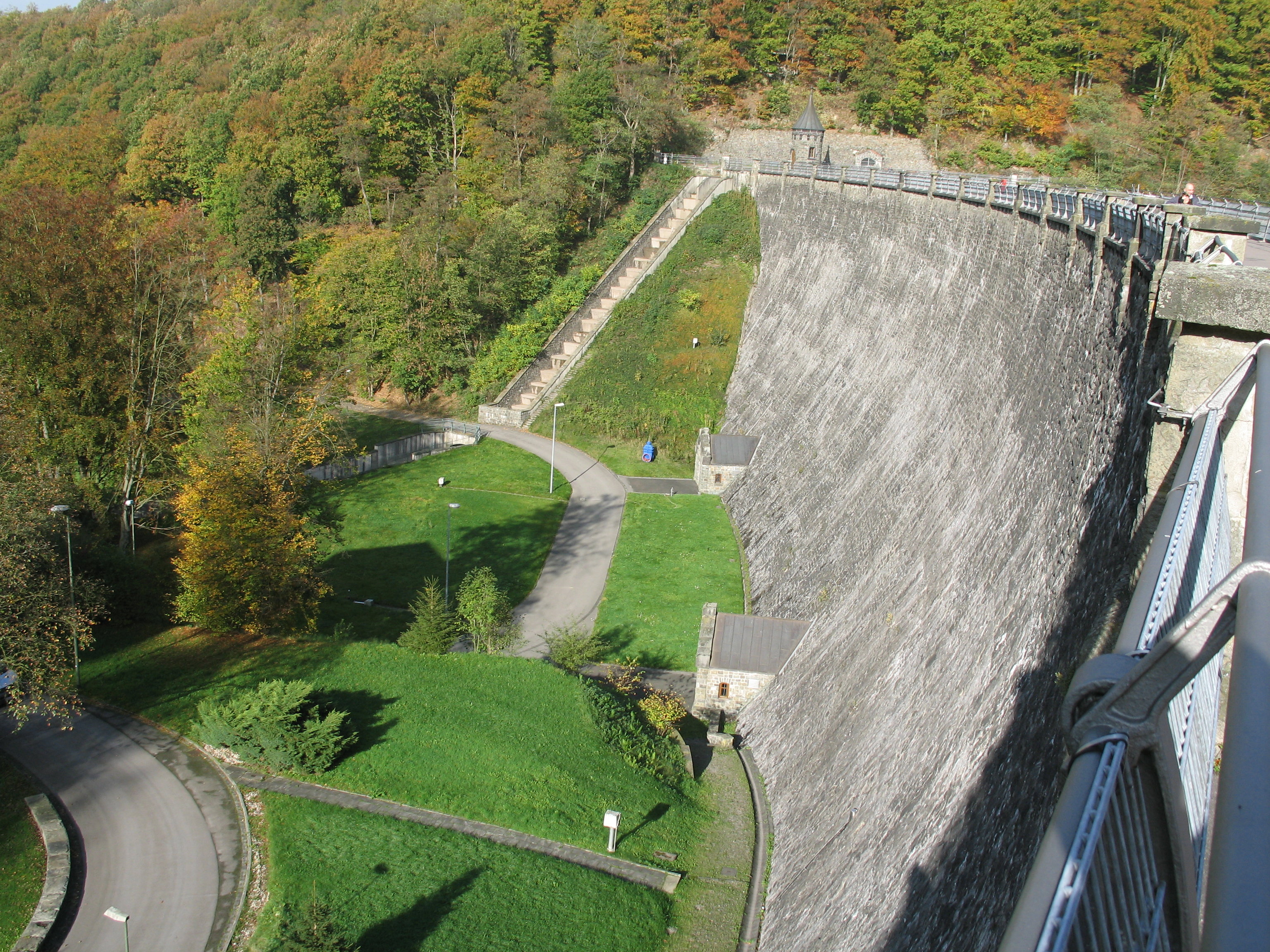
Sperrmauer der Hasper Talsperre, luftseitige Ansicht
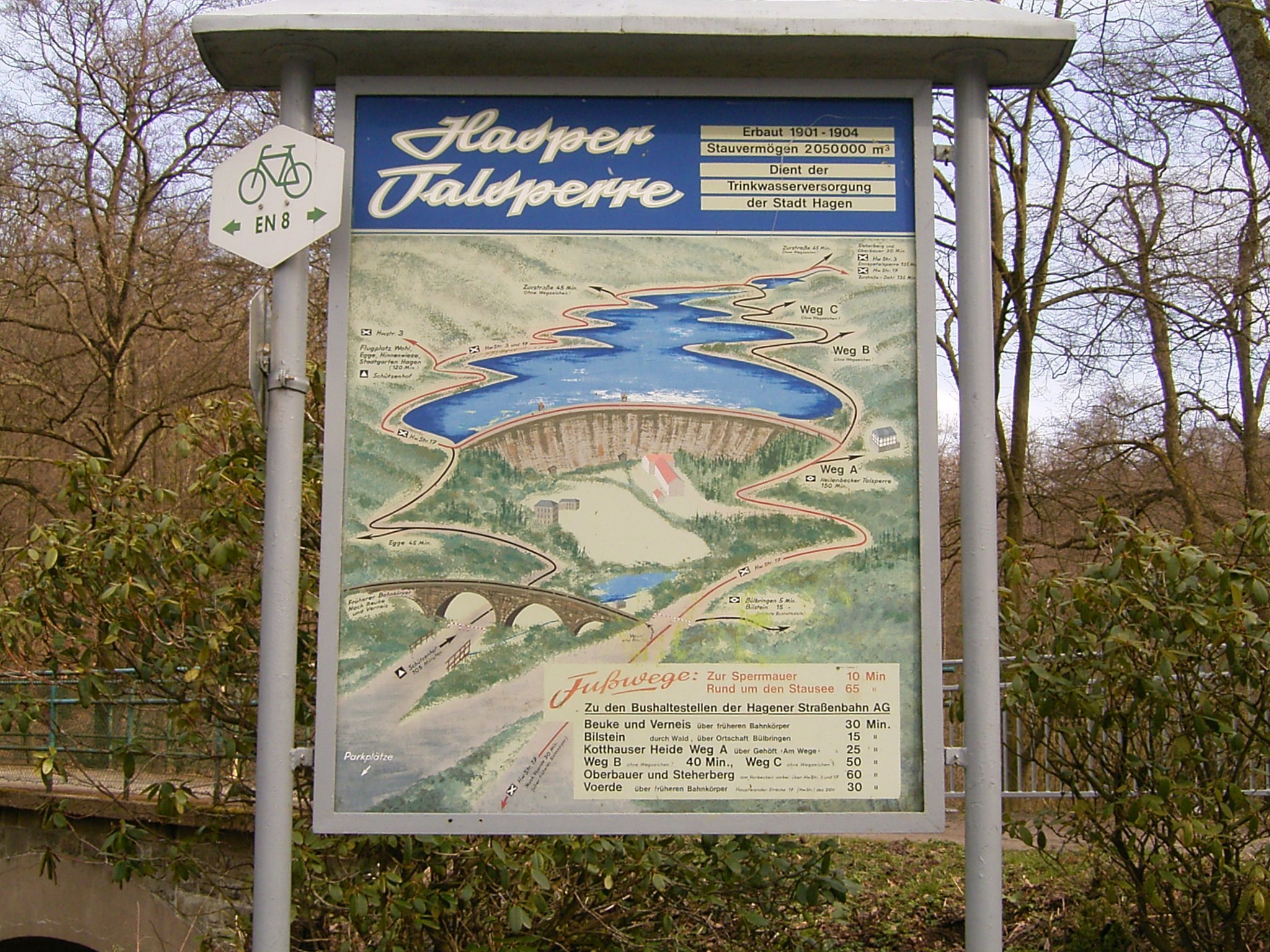
Informationsschild zum See und zur Umgebung
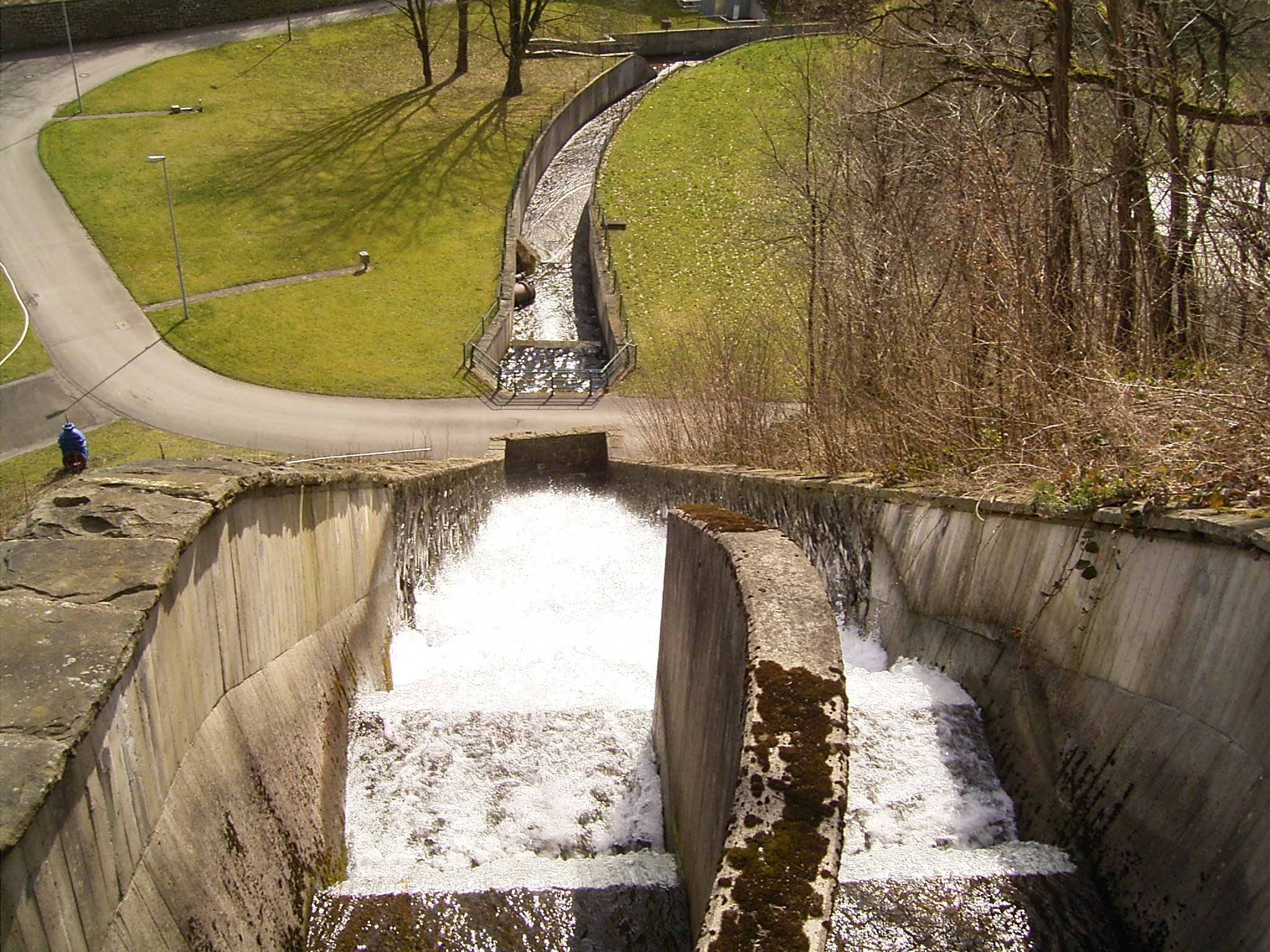
Ablauf